# Наталівське сільське поселення
Наталівське сільське поселення — муніципальне утворення у Неклинівському районі Ростовської області.
Адміністративний центр поселення — село Наталівка.
Населення — 2670 осіб (2010 рік).

## Археологія
На північному узбережжі Таганрозької затоки біля хутора Рожок на багатошаровій стоянці Рожок-1 (микулинський інтергляціал) у IV-му (мустьєрському) шарі було виявлено корінний зуб палеоантропа, в морфології якого, поряд з архаїчними особливостями, виділені і сапиєнтні.

## Історія
За Запорозької Січі поселення входили до її Яланецької паланки. За радянської доби до 1925 року входила у складі Таганрізької округи до складу УСРР.

## Географія
Натальєвського сільського поселення розташовано з північної сторони Міуського лиману при його впадінні до Азовського моря. Хутір Рожок розташовано на морському узбережжі.

## Адміністративний устрій
До складу Наталівського сільського поселення входять:
- село Наталівка — 1575 осіб (2010 рік);
- хутір Ломакін — 156 осіб (2010 рік);
- хутір Николаєво-Отрадне — 236 осіб (2010 рік);
- хутір Рожок — 703 особи (2010 рік).